# 塔登
塔登是德国石勒苏益格－荷尔斯泰因州的一个市镇。总面积11.98平方公里，总人口267人，其中男性138人，女性129人（2011年12月31日），人口密度22人/平方公里。